# Премия Медичи
Премия Медичи (фр. Prix Médicis) — литературная премия, созданная во Франции в 1958 году. Основателями премии являются Галина Барбизан и Жан-Пьер Жироду, решившие, что Гонкуровская премия и Большая литературная премия Французской академии незаслуженно обходят стороной авангардных писателей.
Премия Медичи изначально ориентировалась на представителей школы «нового романа». Позднее круг авторов расширился, однако условие вручения осталось неизменным: премия присуждается «автору романа или рассказа, имя которого ещё не известно широкому кругу читателей, но который обладает несомненным оригинальным талантом».
С 1970 года Премия Медичи вручается также за лучшее зарубежное произведение, с 1985-го — за эссеистику.

## Лауреаты

### Лауреаты Премии Медичи за роман
- 1958 — Клод Оллье[фр.], La Mise en scène
- 1959 — Клод Мориак, Le Dîner en ville
- 1960 — Анри Тома[фр.], John Perkins: suivi d’un scrupule
- 1961 — Филипп Соллерс, Le Parc
- 1962 — Колетт Одри[фр.], Derrière la baignoire
- 1963 — Жерар Жарло[фр.], Un chat qui aboie
- 1964 — Моник Виттиг, L’Opoponax
- 1965 — Рене-Виктор Пий[фр.], La Rhubarbe
- 1966 — Мари-Клер Бле, Une saison dans la vie d’Emmanuel
- 1967 — Клод Симон, Histoire
- 1968 — Эли Визель, «Нищий из Иерусалима»
- 1969 — Элен Сиксу, Dedans
- 1970 — Камиль Бурникель[фр.], Sélinonte ou la Chambre impériale
- 1971 — Паскаль Лене, Ирреволюция
- 1972 — Морис Клавель[фр.], Le Tiers des étoiles
- 1973 — Тони Дювер[фр.], Paysage de fantaisie
- 1974 — Доминик Фернандес, Porporino ou les Mystères de Naples
- 1975 — Жак Альмира[фр.], Le Voyage à Naucratis
- 1976 — Марк Холоденко[фр.], Les États du désert
- 1977 — Мишель Бютель[фр.], L’Autre Amour
- 1978 — Жорж Перек, «Жизнь способ употребления»
- 1979 — Клод Дюран, La Nuit zoologique
- 1980:
  - Жан-Люк Бенозильо[фр.], Cabinet-portrait
  - Жан Лауг[фр.], Comptine des Height (отказался от премии)
- 1981 — Франсуа-Оливье Руссо[фр.], L’Enfant d'Édouard
- 1982 — Жан-Франсуа Жосслен[фр.], L’Enfer et Cie
- 1983 — Жан Эшноз, Cherokee
- 1984 — Бернар-Анри Леви, Le Diable en tête
- 1985 — Мишель Бродо[фр.], Naissance d’une passion
- 1986 — Пьер Комбеско[фр.], Les Funérailles de la Sardine
- 1987 — Пьер Мертенс, Les Éblouissements
- 1988 — Кристиана Рошфор, La Porte du fond
- 1989 — Серж Дубровский[фр.], Le Livre brisé
- 1990 — Жан-Ноэль Панкраци[фр.], Les Quartiers d’hiver
- 1991 — Ив Симон[фр.], La Dérive des sentiments
- 1992 — Мишель Рио[фр.], Tlacuilo
- 1993 — Эммануэль Бернейм[фр.], Sa femme
- 1994 — Ив Берже[фр.], Immobile dans le courant du fleuve
- 1995:
  - Алексакис, Василис, «Материнский язык» / La Langue maternelle
  - Андрей Макин, «Французское завещание»
- 1996:
  - Жаклин Арпман[фр.], Орланда
  - Жан Ролен (журналист)[фр.], «Организация» / L’Organisation
- 1997 — Филипп Ле Гийу[фр.], «Они, семь имен художников» / Les, Sept Noms du peintre
- 1998 — Омерик[фр.], «Монгольский волк» / Le Loup mongol
- 1999 — Кристиан Остер, «Моя большая квартира» / Mon grand appartement
- 2000 — Ян Апперри[фр.], «Diabolus in musica»
- 2001 — Бенуа Дютёртр[фр.], «Путешествие во Францию» / Le Voyage en France
- 2002 — Анн Ф. Гаррета[фр.], «Не однажды» / Pas un jour
- 2003 — Юбер Мингарелли[фр.], «Четыре солдата» / Quatre soldats
- 2004 — Мари Нимье[фр.], «Королева безмолвия» / La Reine du silence
- 2005 — Жан-Филипп Туссен, «Бежать» / Fuir
- 2006 — Сорж Шаландон[фр.], «Обещание» / Une promesse
- 2007 — Жан Атцфельд[фр.], «Стратегия антилоп» / La Stratégie des antilopes
- 2008 — Жан-Мари Блас де Роблес[фр.], «Там, где тигры у себя» / Là où les tigres sont chez eux
- 2009 — Дани Лаферьер, «Загадка возврата» / L'énigme du retour
- 2010 — Мейлис де Керангаль, «Рождение моста» / Naissance d’un pont
- 2011 — Матьё Линдон[фр.], Ce qu’aimer veut dire
- 2012 — Эмманюэль Пирейр[фр.], «Всеобщая феерия» / Féerie générale
- 2013 — Мари Даррьёсек, Il faut beaucoup aimer les hommes
- 2014 — Антуан Володин, Terminus radieux
- 2015 — Натали Азуле[фр.], «Тит не любил Беренику» / Titus n’aimait pas Bérénice
- 2016 — Иван Яблонка[фр.], «Летиция, или Конец людей» / Laëtitia ou la Fin des hommes
- 2017 — Янник Энель[фр.], «Крепче держи свою корону» / Tiens ferme ta couronne
- 2018 — Пьер Гийота, «Идиотия» / Idiotie
- 2019 — Люк Ланг[фр.], «Попытка» / La Tentation
- 2020 — Хлоя Делом, «Синтетическое сердце» / Le Cœre sintéthique
- 2021 — Кристин Анго, "Путешествие на восток" / Le Voyage dans l'Est
- 2022 — Эммануэль Байамак-Там[фр.], «Тринадцатый час» / Treizième Heure
- 2023 — Кевин Ламберт[фр.], «Да пребудет радость с нами» / Que notre joie demeure

### Лауреаты Премии Медичи за лучшее зарубежное произведение
- 1970 — Луиджи Малерба, Saut de la mort,  Италия
- 1971 — Джеймс Дикки, «Избавление» / Deliverance,  США
- 1972 — Северо Сардуй, «Кобра»,  Куба
- 1973 — Милан Кундера, «Жизнь не здесь»,  Чехословакия
- 1974 — Хулио Кортасар, «Книга Мануэля»,  Аргентина
- 1975 — Стивен Миллхаузер, «Эдвин Миллхаус: Жизнь и смерть американского писателя» / Edwin Mullhouse: The Life and Death of an American Writer,  США
- 1976 — Дорис Лессинг, «Золотая тетрадь»,  Великобритания
- 1977 — Эктор Бьянчотти, «Трактат о временах года»,  Аргентина
- 1978 — Александр Зиновьев, роман «Светлое будущее»,  СССР
- 1979 — Алехо Карпентьер, «Арфа и тень»,  Куба
- 1980 — Андре Бринк, «Сухой белый сезон»,  ЮАР
- 1981 — Давид Шахар, «День графини»,  Израиль
- 1982 — Умберто Эко, «Имя розы»,  Италия
- 1983 — Кеннет Уайт[англ.], «Белый путь» / La Route bleue,  Шотландия
- 1984 — Эльза Моранте, Aracoeli,  Италия
- 1985 — Джозеф Хеллер, «Господу ведомо»,  США
- 1986 — Джон Хоукс[англ.], «Приключения в торговле шкурами на Аляске» / Adventures in the Alaskan Skin Trade  США; Джулиан Барнс, «Попугай Флобера»  Великобритания
- 1987 — Антонио Табукки, «Индийский ноктюрн»,  Италия
- 1988 — Томас Бернхард, «Старые мастера»,  Австрия
- 1989 — Альваро Мутис, La Neige de l’amiral,  Колумбия
- 1990 — Амитав Гош, Les Feux du Bengale,  Индия
- 1991 — Пьетро Читати, Histoire qui fut heureuse puis douloureuse et funeste,  Италия
- 1992 — Луис Бегли, «Ложь военного времени» / Wartime Lies,  США
- 1993 — Пол Остер, «Левиафан»,  США
- 1994 — Роберт Шнайдер, «Сестра сна»,  Австрия
- 1995 — Алессандро Барикко, «Замки гнева»,  Италия
- 1996:
  - Михаэль Крюгер[англ.], «Химмельфарб» / Himmelfarb,  Германия;
  - Людмила Улицкая, «Сонечка»,  Россия
- 1997 — Т. Корагессан Бойл, «Америка»,  США
- 1998 — Джонатан Коу, «Дом сна»,  Великобритания
- 1999 — Бьёрн Ларссон[англ.], Le Capitaine et les Rêves,  Швеция
- 2000 — Майкл Ондатже, Le Fantôme d’Anil,  Канада
- 2001 — Антонио Скармета, La Noce du poète,  Чили
- 2002 — Филип Рот, Людское клеймо,  США
- 2003 — Энрике Вила-Матас, Le Mal de Montano,  Испания
- 2004 — Аарон Аппельфельд, Histoire d’une vie,  Израиль
- 2005 — Орхан Памук, «Снег»,  Турция
- 2006 — Норман Маня, «Возвращение хулигана»,  Румыния,  США
- 2007 — Дэниел Мендельсон, «Потерянные: поиск шести из шести миллионов» / The Lost: A Search for Six of Six Million,  США
- 2008 — Ален Клод Зульцер[фр.], «Идеальный официант» / Ein perfekter Kellner,  Швейцария
- 2009 — Дэйв Эггерс, «Что есть что: Автобиография Валентино Эчака Денга» / What Is the What: The Autobiography of Valentino Achak Deng,  США
- 2010 — Дэвид Ванн[англ.], «Саккван-Айленд» / Sukkwan Island,  США
- 2011 — Давид Гроссман, Une femme fuyant l’annonce,  Израиль
- 2012 — Авраам Иегошуа, Ретроспектива,  Израиль
- 2013 — Тойн Хейманс[фр.], «На море» / Op zee,  Нидерланды
- 2014 — Лили Бретт[англ.], «Лола Бенски» / Lola Bensky,  Австралия
- 2015 — Хакан Гюндай[фр.], «Ещё» / Daha,  Турция
- 2016 — Стив Сем-Сандберг, «Избранные» / De utvalda,  Швеция
- 2017 — Паоло Коньелли[фр.], «Восемь гор» / Le otto montagne,  Италия
- 2018 — Рэйчел Кушнер, «Комната Марса» / The Mars Room,  США
- 2019 — Аудур Ава Олафсдоттир, «Мисс Исландия» / Ungfrú Ísland,  Исландия
- 2020 — Антонио Муньос Молина, «Одинокая прогулка среди людей» / Un andar solitario entre la gente,  Испания
- 2021 — Юнас Хассен Кемири, «Отцовский договор» / Pappaklausulen,  Швеция
- 2022 — Андрей Курков, «Серые пчёлы»,  Украина
- 2023:
  - Лидия Жоржи, Misericórdia,  Португалия
  - Хан Ган, «Я не прощаюсь» / 작별하지 않는다,  Республика Корея

### Лауреаты Премии Медичи за эссеистику
- 1986 — Мишель Серр, «Пять чувств» / Les Cinq Sens
- 1987 — Жорж Боржо[фр.], «Солнце над Обьяком» / Le Soleil sur Aubiac
- 1989 — Вацлав Ямек[фр.], «Трактат о кратких чудесах» / Traité des courtes merveilles
- 1990 — Рене Жирар, «Шекспир, огонь желания» / Shakespeare, les feux de l’envie
- 1991 — Ален Этчегойен[фр.], «Вальс этик» / La Valse des éthiques
- 1992 — Люк Ферри, «Новый экологический порядок» / Le Nouvel Ordre écologique
- 1993 — Мишель Онфре, «Скульптура себя» / La Sculpture de soi
- 1994 — Жером Гарсен[фр.], «Для Жана Прево» / Pour Jean Prévost
- 1995 — Паскаль Брюкнер, «Попытка невинности» / La Tentation de l’innocence
- 1996 — Вивиан Форрестер[фр.], «Экономический ужас» / L’Horreur économique
- 1997 — Мишель Винок, «Век интеллектуалов» / Siècle des intellectuels
- 1998 — Альберто Мангель, «История чтения» / Une histoire de la lecture  Канада
- 1999 — Кристин Жорди[фр.], «Люди с Темзы и других берегов» / Gens de la Tamise et d’autres rivages
- 2000 — Армель Ле Бра-Шопар[фр.], «Зоо философов» / Le Zoo des philosophes
- 2001 — Эдви Пленель[фр.], «Секреты юности» / Secrets de jeunesse
- 2002 — Даниель Демарке, «Кафка и молодые девушки» / Kafka et les jeunes filles
- 2003 — Мишель Шнейдер[фр.], «Воображаемые смерти» / Morts imaginaires
- 2004 — Диан де Маржери[фр.], «Аврора и Жорж» / Aurore et George
- 2005 — Мари Деплешен[фр.], Лидия Вьоле, «Спасенная жизнь» / La Vie sauve
- 2006 — Жан-Бертран Понталис[фр.], «Брат предыдущего» / Frère du précédent
- 2007 — Джоан Дидион, «Год волшебных размышлений» / The Year of Magical Thinking,  США
- 2008 — Сесиль Гильбер[фр.], Warhol Spirit
- 2009 — Ален Ферри[фр.], «Память о безумии Эммы» / Mémoire d’un fou d’Emma
- 2010 — Мишель Пастуро, «Цвет наших воспоминаний» / La Couleur de nos souvenirs
- 2011 — Сильвен Тессон, «В сибирских лесах» / Dans les forêts de Sibérie
- 2012 — Давид Ван Рейбрук[фр.], «Конго. История» / Congo. Une histoire,  Бельгия
- 2013 — Светлана Алексиевич, «Время секонд хэнд» (во фр. переводе «Конец красного человека» / La Fin de l’homme rouge),  Беларусь
- 2014 — Фредерик Пажак[фр.], «Неопредёленный манифест» / Manifeste incertain
- 2015 — Николь Лапьер[фр.], «Спасай кто может жизнь» / Sauve qui peut la vie
- 2016 — Жак Анрик, «Бокс» / Boxe
- 2017 — Шулем Дин[англ.], «Кто уходит, не возвращается» / All Who Go Do Not Return,  Италия
- 2018 — Стефано Массини[фр.], «Братья Леман» / Les Frères Lehman,  Италия
- 2019 — Бюль Ожье и Анн Дяткин, «Я забыла» / J’ai oublié
- 2020 — Карл Уве Кнаусгор, «Моя борьба. Книга шестая» / Min kamp. Sjette bok,  Норвегия
- 2021 — Якута Аликавазович[фр.], «Будто небо у нас внутри» / Comme un ciel en nous
- 2022 — Жорж Диди-Юберман, «Свидетель до конца» / Le Témoin jusqu'au bout
- 2023 — Лор Мюрат[фр.], «Пруст, римская семья» / Proust: roman familial